# Neoamerioppia salvadoriensis
Neoamerioppia salvadoriensis är en kvalsterart som först beskrevs av Woas 1986.  Neoamerioppia salvadoriensis ingår i släktet Neoamerioppia och familjen Oppiidae. Inga underarter finns listade i Catalogue of Life.